# Everything Changes (Julian-Lennon-Album)
Everything Changes ist das sechste und bisher letzte Album des Sängers Julian Lennon. Es erschien im Oktober 2011 in Großbritannien und im Juni 2013 international mit zwei zusätzlichen Liedern.

## Entstehung
Nachdem Lennon 1998 sein Album Photograph Smile veröffentlicht hatte, zog er sich aus dem Musikgeschäft zurück. Er widmete sich Wohltätigkeitsprojekten, war 2006 als Produzent des Dokumentarfilms Whaledreamers aktiv und widmete sich ab 2010 der Fotografie. Auf die Frage, warum er nach langer Zeit wieder ein neues Album auf den Markt bringe, erwiderte Lennon 2009: „Ich kann es nicht ändern – es fallen mir einfach Melodien und Ideen für Songtexte ein, egal ob ich will oder nicht. Manchmal quält es mich regelrecht, also denke ich, ich muss sie irgendwie loswerden und aufschreiben“. In einem Interview 2011 ergänzte er: „Ich werde unruhig, wenn ich nicht hin und wieder eine Gitarre in die Hand nehmen oder am Klavier sitzen kann. […] Ich muss das machen, ich habe keine Wahl“.
Das Album entstand über einen längeren Zeitraum. Die Instrumentierung erfolgte größtenteils in Zusammenarbeit mit Freunden auf Lennons Anwesen, so wurden Backgrounds oder Basslinien zum Teil während Besuchen von Freunden aufgenommen – ein Arbeiten, das Lennon rückblickend als angenehm beschrieb.
Das Album war bereits 2007 bzw. 2008 fertiggestellt und selbst der Titel stand fest; eine Veröffentlichung verzögerte sich jedoch mehrfach. Als Lucy Vodden, Lennons frühere Schulfreundin und Inspiration für den Beatles-Titel Lucy in the Sky with Diamonds 2009 starb, veröffentlichte Lennon nach elf Jahren musikalischer Pause die Charity-Single Lucy in Gedenken an Vodden. Auf der 4-Track-EP, die im Dezember 2009 erschien, befand sich mit Beautiful auch eine erste Auskopplung aus Everything Changes. Zu diesem Zeitpunkt war die Veröffentlichung des Albums für Frühjahr 2010 vorgesehen. Lennons Album erschien schließlich am 3. Oktober 2011 in Großbritannien und Irland. Bereits am 11. September 2011 wurde der Titel Lookin’ 4 Luv als Single ausgekoppelt.
Das Cover zeigt eine schwarze Hand vor einem blauen Schmetterling. Im Schmetterling scheinen sich Wasser, Himmel und Wolken zu vermischen. Die Hand wiederum scheint in das Wasser getaucht zu sein und so Kreise zu erzeugen. Über der Illustration befindet sich an einem Kreis ausgerichtet der Schriftzug Everything Changes, unter der Illustration, ebenfalls gebogen, Julian Lennons Signatur. Der Titel Everything Changes sei für ihn eine ständige Erinnerung daran, dass Dinge sich ändern, wobei er hoffe zum Guten, so Lennon 2011.
Beginnend ab Juni 2013 erschien das Album Everything Changes auch international mit den zusätzlichen Liedern Someday (Feat. Steven Tyler) und In Between.
Am 11. Dezember 2013 wurde eine akustische Version des Albums mit 14 Liedern im Download-Format veröffentlicht.

## Titel
Original 2011 Veröffentlichung
1. Everything Changes (Julian Lennon / Pete Vettese) – 4:08
2. Lookin’ 4 Luv (Lennon/Vettese) – 4:12
3. Hold On (Lennon/Gregory Darling) – 4:53
4. Touch the Sky (Lennon/Vettese) – 4:24
5. Invisible (Lennon/The Singhs/Buchanan) – 4:14
6. Just for You (Lennon/Mark Spiro) – 4:20
7. Always (Lennon/Justin Clayton) – 6:16
8. Disconnected (Lennon/Vettese/Spiro) – 6:55
9. Never Let You Go (Lennon/Guy Chambers) – 3:57
10. Guess It Was Me (Lennon/Vettese/Ellis/Grant Ransom) – 3:48
11. Don’t Wake Me Up (Lennon/Darling) – 5:10
12. Beautiful (Lennon/Darling) – 4:54

2013 Veröffentlichung
1. Everything Changes (Lennon/Vettese) – 4:08
2. Someday (Feat. Steven Tyler) – 4:26
3. Lookin’ 4 Luv (Lennon/Vettese) – 4:12
4. Hold On (Lennon/Darling) – 4:53
5. Touch the Sky (Lennon/Vettese) – 4:24
6. Invisible (Lennon/The Singhs/Buchanan) – 4:14
7. Just for You (Lennon/Spiro) – 4:20
8. Always (Lennon/Clayton) – 6:16
9. Disconnected (Lennon/Vettese/Spiro) – 6:55
10. Never Let You Go (Lennon/Chambers) – 3:57
11. Guess It Was Me (Lennon/Vettese/Ellis/Ransom) – 3:48
12. In Between  (Lennon/Spiro) – 3:49
13. Don’t Wake Me Up (Lennon/Darling) – 5:10
14. Beautiful (Lennon/Darling) – 4:54

## Weitere Informationen
Lennon spielte auf dem Album Piano, Gitarre, Bass, Wurlitzer und Schlagzeug ein und programmierte die Streicher und Keyboards.
Er beschrieb die Lieder des Albums als „etwas eingängiger als meine früheren Veröffentlichungen“ und erklärte, dass das Album seiner Ansicht nach sein bisher bestes sei. Es sei ein Album „über das Leben, und über Dinge, mit denen wir uns jeden Tag befassen müssen“.
Ende 2009 bezeichnete Lennon Beautiful als den langsamsten und emotionalsten Titel des Albums; er handelt von den Menschen, die er und seine Freunde im Leben bereits verloren haben.

## Kritik
Andrew Perry vom Daily Telegraph gab Everything Changes 2 von 5 Sternen und schrieb, dass das Album „eine träge Übung in dogmatischem, pseudo-Imagine-mäßigem Rumgequäle über die Schlechtigkeit der Welt“ sei, die Lennon nicht helfe, endlich aus dem Schatten des Vaters zu treten.
Der Daily Express gab 3 von 5 Sternen und befand, dass einige Titel „etwas vom Reiz der besten John-Lennon-Lieder“ haben, Julian Lennons Stimme der seines Vaters ähnele und die Atmosphäre des Albums so entspannt und erwachsen sei, wie man es von einem inzwischen Fast-Fünfzigjährigem erwarten würde. Das Fazit lautete: „Hübsches Zeug“.